# Ellalong
Ellalong – miasto w Australii, w stanie Nowa Południowa Walia.